# Eparchie Saint Vladimir le Grand de Paris

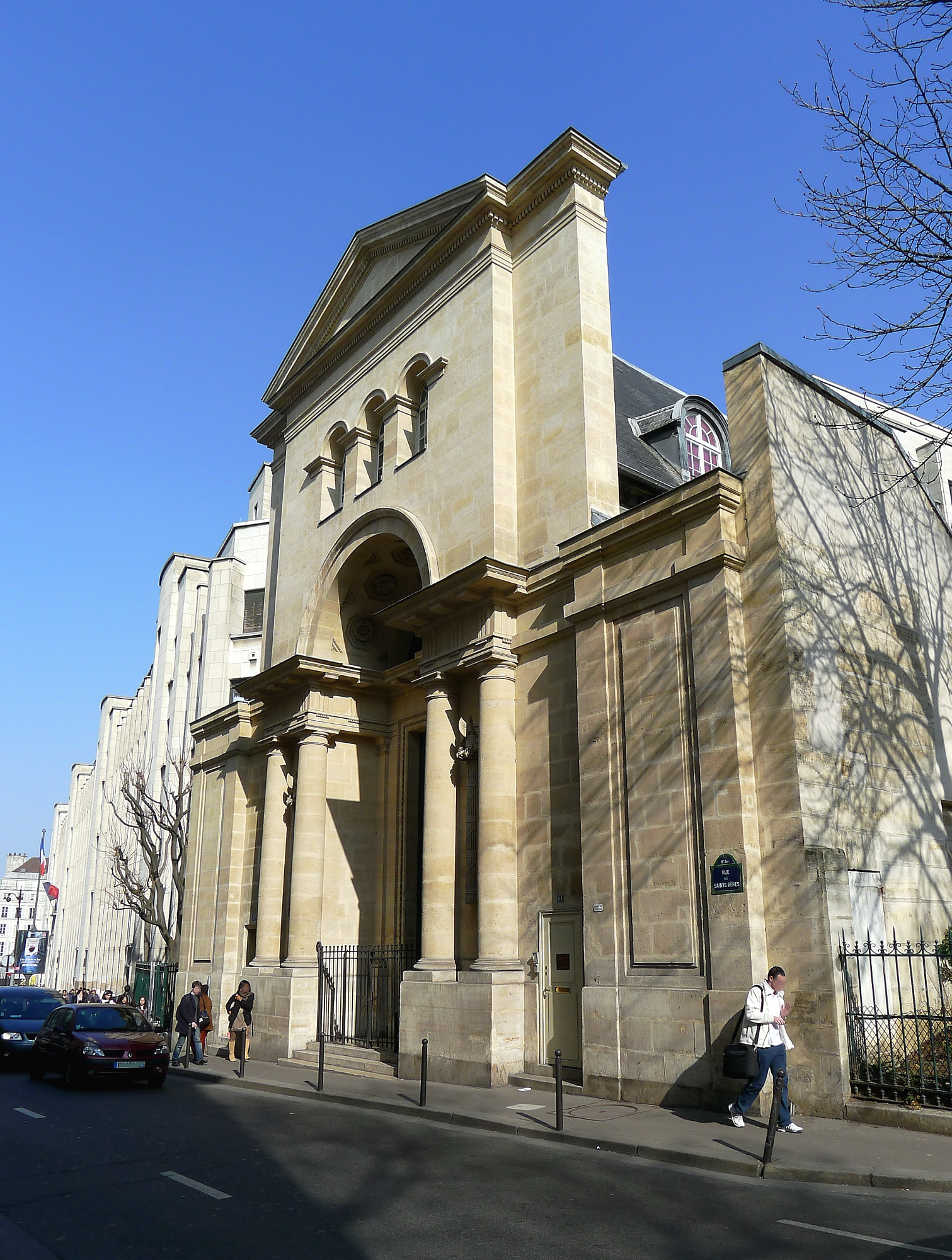
Kathedrale
St-Vladimir-le-Grand, Paris

Die Eparchie Saint Vladimir le Grand de Paris (lat.: Eparchia Vladimiri Magni Parisiensis) ist eine in Westeuropa gelegene Eparchie der ukrainischen griechisch-katholischen Kirche mit Sitz in Paris.

## Geschichte
Im Jahr 1937 gründete die Ukrainische Griechisch-Katholische Kirche in Paris eine Missionsstation. Ihre Heimatkirche wurde eine Kapelle, die für den byzantinischen Ritus umgebaut wurde. Die Kirche wurde nach Fürst Wladimir I. (960–1015) von Kiew benannt und erhielt am 9. Mai 1943 den Namen „St. Vladimir der Große“. Sie wurde vom Weihbischof Emanuel-Anatole-Raphaël Chaptal de Chanteloup eingeweiht. Die steigende Anzahl der Missionsmitglieder und Gläubigen der Ukrainisch Griechisch-katholischen Kirche veranlasste Papst Johannes XXIII., mit der Apostolischen Konstitution Aeterni Pastoris, am 22. Juli 1960 das Apostolische Exarchat Frankreich zu gründen. Zum Jurisdiktionsbereich gehören Frankreich, Belgien, Luxemburg, die Niederlande und die Schweiz.
Der erste Exarchat und zwölf Priester stellten die erste Personalbesetzung. Mit dem Bischofssitz des Apostolischen Exarchs in Paris erhielt die Kirche „St. Vladimir der Große“ den Rang einer Kathedrale. Benedikt XVI. erhob es am 19. Januar 2013 zur Eparchie.

## Ordinarien

### Apostolische Exarchen von Frankreich
- Volodymyr Malanczuk CSsR (1960–1982)
- Michael Hrynchyshyn CSsR (1982–2012)
- Boris Gudziak (2012–2013)

### Bischof von Saint Vladimir le Grand de Paris
- Boris Gudziak (2013–2019), dann Erzbischof von Philadelphia
  - Sedisvakanz seit 18. Februar 2019

## Statistik
| Jahr | Bevölkerung | Bevölkerung | Bevölkerung | Priester   | Priester           | Priester         | Priester               | Ständige Diakone | Ordensleute | Ordensleute | Pfarreien |
| Jahr | Katholiken  | Einwohner   | %           | Gesamtzahl | Diözesan- priester | Ordens- priester | Katholiken je Priester | Ständige Diakone | männlich    | weiblich    | Pfarreien |
| ---- | ----------- | ----------- | ----------- | ---------- | ------------------ | ---------------- | ---------------------- | ---------------- | ----------- | ----------- | --------- |
| 1970 | 16.438      | ?           | ?           | 13         | 12                 | 1                | 1.264                  |                  | 1           | 7           | 3         |
| 1978 | 28.960      | ?           | ?           | 12         | 12                 |                  | 1.333                  |                  |             | 10          | 12        |
| 1990 | 16.000      | ?           | ?           | 11         | 11                 |                  | 1.454                  |                  |             | 10          | 12        |
| 1999 | 16.000      | ?           | ?           | 9          | 9                  |                  | 1.777                  | 1                |             | 10          | 10        |
| 2000 | 16.000      | ?           | ?           | 9          | 9                  |                  | 1.777                  | 1                |             | 10          | 10        |
| 2001 | 14.000      | ?           | ?           | 12         | 12                 |                  | 1.166                  | 1                |             | 11          | 10        |
| 2003 | 15.000      | ?           | ?           | 9          | 9                  |                  | 1.666                  | 1                |             | 8           | 10        |
| 2004 | 15.000      | ?           | ?           | 9          | 9                  |                  | 1.666                  | 1                |             | 8           | 9         |
| 2009 | 20.000      | ?           | ?           | 20         | 20                 |                  | 1.000                  | 3                | 3           | 5           | 18        |